# Else Veith
Else Veith (Colònia, 19 de juliol de 1904 - Colònia, 1 de novembre de 1988) va ser una cantant d'òpera amb veu de soprano.

## Biografia
Else Veith va estudiar cant a Colònia. Va debutar el 1925 al Teatre Municipal de Remscheid. La temporada 1926-27 va treballar a Beuthen, Alta Silèsia, i després cinc anys al teatre de la ciutat de Kiel. Més tard va ser contractada pel Teatre d'Òpera d'Halle an der Salle, el 1932-33, i posteriorment per l'Òpera de Colònia, on va romandre durant vint-i-sis anys fins al 1959, fent aparicions com a convidada a altres teatres europeus, d'Espanya i dels Països Baixos.
Va participar l'any 1938 en Mannheim en l'estrena en la ciutat de l'òpera Spanische Nacht (Nit espanyola) d'Eugen Bodart.
Va cantar al Gran Teatre del Liceu de Barcelona la temporada 1939-1940, amb la companyia del Teatre de Frankfurt, participant en les òperes Le nozze di Figaro i Die Entführung aus dem Serail, ambdues de Wolfgang Amadeus Mozart.
El 1943 es va casar amb el cantant Richard Riedel (1889-1944), que va morir en un bombardeig a Colònia un any més tard. Està enterrat en una tomba de guerra al cementiri del sud.
Veith va morir el 1988 a 84 anys i va ser enterrat a la tomba familiar, també al cementiri del sud.